# Rallina
Rallina is een geslacht van vogels uit de familie Rallen, koeten en waterhoentjes (Rallidae). Het geslacht telt 4 soorten.

## Soorten
- Rallina canningi  – Andamanenral
- Rallina eurizonoides  – Zwartpootral
- Rallina fasciata  – Roodpootral
- Rallina tricolor  – Driekleurige ral